# Guillermo Squella
Guillermo Squella Echavarría (18 de marzo de 1923-11 de diciembre de 2010) fue un militar y jinete chileno que compitió en las modalidades de adiestramiento y concurso completo. Ganó tres medallas en los Juegos Panamericanos, en los años 1951 y 1967.
En 1942 realizó el servicio militar en el Regimiento de Caballería N° 2 “Cazadores a Caballo”. Posteriormente ingresó a la Escuela Militar, egresando como oficial de caballería.
En 1957 el Ejército de Chile lo envió a una misión a Colombia como maestro de equitación, donde fue distinguido con la condecoración “José María Córdoba”, con el grado de Oficial. Al regresar a Chile continuó con sus servicios al Ejército y se retiró con el grado de Mayor. Una vez en retiro volvió a Colombia donde falleció en 2010.
Hasta la fecha es el único jinete chileno que tiene una medalla en Juegos Panamericanos en concurso completo de equitación (1951) y tres en adiestramiento.

## Palmarés internacional
| Juegos Panamericanos | Juegos Panamericanos     | Juegos Panamericanos | Juegos Panamericanos |
| Año                  | Lugar                    | Medalla              | Categoría            |
| -------------------- | ------------------------ | -------------------- | -------------------- |
| 1951                 | Buenos Aires (Argentina) | Medalla de plata     | Por equipos          |

| Juegos Panamericanos | Juegos Panamericanos | Juegos Panamericanos | Juegos Panamericanos |
| Año                  | Lugar                | Medalla              | Categoría            |
| -------------------- | -------------------- | -------------------- | -------------------- |
| 1967                 | Winnipeg (Canadá)    | Medalla de oro       | Por equipos          |
| 1967                 | Winnipeg (Canadá)    | Medalla de bronce    | Individual           |